# 皮纳罗洛波
皮纳罗洛波（義大利語：Pinarolo Po），是意大利帕维亚省的一个市镇。总面积11.15平方公里，人口1716人，人口密度153.9人/平方公里（2009年）。国家统计（ISTAT）代码为018115。